# 堵維垣
堵維垣（1561年—？），字師甫，號太冲，直隸常州府無錫縣人，明朝政治人物。

## 生平
萬曆十三年（1585年）乙酉應天鄉試第三十二名舉人。萬曆十七年（1589年）己丑科會試貢士，未廷試，二十年（1592年）壬辰科三甲第一百七十九名進士。工部觀政，二十一年授福建南平縣知縣，二十三年丁憂，二十六年補浙江江山縣，移江陽縣，三十五年擢南京礼部主事，調南吏部主事，三十八年升文選司郎中，四十年正月升浙江布政司参政，四十三年升按察使，四十四年遷廣東右布政使，致仕歸，道卒。

## 家族
曾祖堵倫；祖父堵岳；父堵鴻，生员。